# كريستيان الأول ملك الدنمارك
كريستيان الأول (فبراير 1426 - 21 مايو 1481)؛ كان نبيلًا ألمانيًا وملكًا إسكندنافيًا في ظل اتحاد كالمار، باعتباره ملكًا للدنمارك (1448-1481)، والنرويج (1450-1481)، والسويد (1457-1464)؛ ومنذ عام 1460 حتى وفاته كان أيضًا دوق شليسفيغ (داخل الدنمارك) وكونتًا (بعد عام 1474، دوقًا) لهولشتاين (داخل الإمبراطورية الرومانية المقدسة)؛ وكان أول ملك من أسرة أولدنبورغ .
في ظل الفراغ في السلطة الذي نشأ بعد وفاة الملك كريستوفر (1416-1448)؛ دون وريث، انتخبت السويد كارل كنوتسون (1408-1470)؛ ملكًا بهدف إعادة تأسيس الاتحاد تحت حكم ملك سويدي الأصل، وانتُخب كارل ملكًا للنرويج في العام التالي، ومع ذلك أُجبر كونتات هولشتاين المجلس الخاص الدنماركي على تعيين كريستيان ملكًا للدنمارك، وأُعيد انتخبه لاحقاً على عرش النرويج (عام 1450) والسويد (عام 1457) مما وحد اتحاد كالمار لفترة قصيرة، وفي عام 1464 انفصلت السويد عن الاتحاد وأدت محاولات كريستيان لاستعادة السيطرة إلى هزيمته على يد الوصي السويدي ستين ستور الأكبر في معركة برونكبيرغ عام 1471.
في عام 1460 وبعد وفاة خاله الدوق أدولفوس أصبح كريستيان أيضًا دوق شليسفيغ وكونت هولشتاين، بعد أن أعلنه وريث له.

## السيرة الذاتية

### السنوات المبكرة
وُلِد كريستيان في فبراير عام 1426 في أولدنبورغ بـ شمال ألمانيا، وهو الابن الأكبر للكونت ديتريش من أولدنبورغ من زوجته الثانية هيدفيغ من هولشتاين، كان لكريستيان شقيقان أصغر منه، موريس وجيرهارد، وأخت واحدة تُدعى أدلهيد.
من خلال والده ينتمي إلى أسرة أولدنبورغ هي عائلة نبيلة تأسست منذ القرن الثاني عشر بأراضي حول منطقة غرب نهر فيسر في شمال غرب ألمانيا. وحصلت على حصنيّ أولدنبورغ ودلمنهورست، وسعت العائلة تدريجيًا حكمها على القبائل الفريزية المجاورة في المنطقة، كان والده يُلقب بـ المحظوظ لأنه أعاد توحيد أراضي العائلة ووسعها، في حين كانت والدته هيدفيغ ابنة جيرهارد السادس كونت هولشتاين وشقيقة أدولف، دوق شليسفيغ، ومن خلال والدته يعتبر كريستيان من نسل إريك الخامس ملك الدنمارك من خلال ابنته الثانية ريتشيزا وأيضًا من نسل أبيل ملك الدنمارك من خلال ابنته صوفي، ومن خلال والده يعتبر كريستيان من نسل إريك الرابع ملك الدنمارك من خلال ابنته صوفيا، وبالتالي فإن كريستيان ينحدر من الأبناء الثلاثة للملك فالديمار الثاني وزوجته الثانية برنغاريا البرتغالية، وكان أيضًا من نسل ماغنوس الثالث ملك السويد.
عند وفاة والده عام 1440، تقاسم كريستيان وإخوته ميراثه على ألقاب كونتيتيّ أولدنبورغ ودلمنهورست، نشأ كريستيان على يد خاله الدوق أدولف، حيث تمنى الدوق الذي لم ينجب أبناءً أن يصبح ابن أخته الصغير وريثًا له، وفي النهاية تم اختياره خليفةً له في دوقية شليسفيغ بعد وفاته.

### ملك الدنمارك

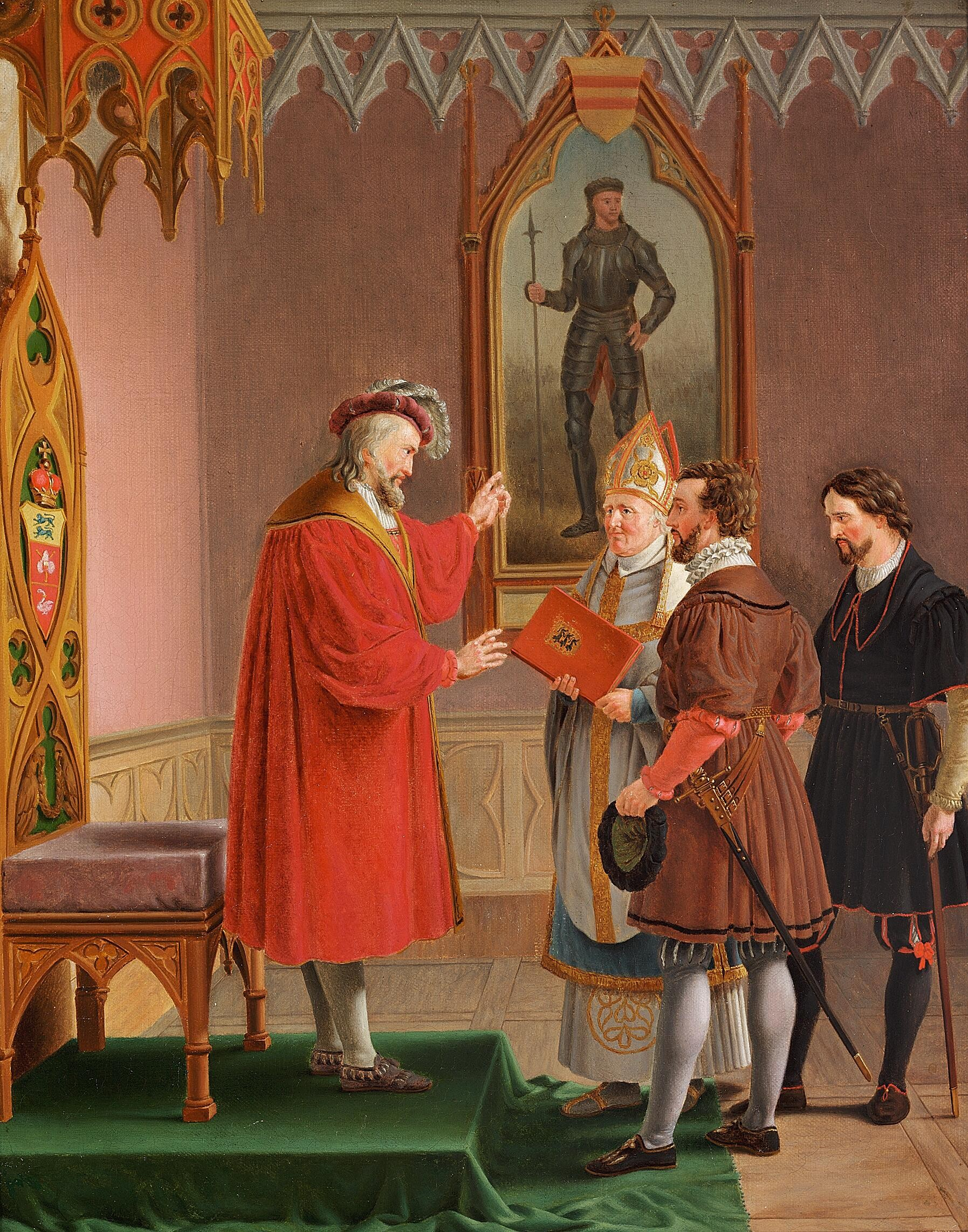
الدوق أدولف يرفض العرش الدنماركي ويشير إلى ابن أخته.

في يناير 1448 توفي كريستوفر ملك الدنمارك والسويد والنرويج فجأة وبدون ورثة، أدت وفاته إلى تفكك اتحاد الممالك الثلاث، حيث سلكت الدنمارك والسويد طريقين منفصلين وكان انتماء النرويج غير واضح، عُرض العرش الدنماركي الشاغر لأول مرة من قبل مجلس المملكة على الدوق أدولف من شليسفيغ، كونه أبرز اللوردات الإقطاعية في الممالك الدنماركية، رفض الدوق وأوصى بابن أخته كريستيان كونت أولدنبورغ، قبل انتخابه كان على كريستيان أن يفي بوعد فالديمار الثالث ملك الدنمارك، هو بند في إعلان ملكية الملك فالديمار الثالث، والذي وعد بأنه في المستقبل لا يمكن أن يكون نفس الشخص حاكمًا لدوقية شليسفيغ والدنمارك في وقت واحد، وكما طالب المجلس بأن يتزوج من الملكة الأرملة دوروثيا أرملة سلفه كريستوفر الثالث، وفي الأول من سبتمبر عام 1448 وبعد توقيعه على وعد الملكية انتُخب الكونت كريستيان ملكًا على عرش الدنمارك باسم كريستيان الأول خلال برلمان في فيبورغ، وأُقيمت مراسم تتويجه في 28 أكتوبر عام 1449، في كنيسة السيدة العذراء بكوبنهاغن، حيث احتُفل أيضًا بزواجه من الملكة الأرملة دوروثيا.

### ملك السويد والنرويج
في هذه الأثناء انتخبت السويد كارل كنوتسون بوند ملكًا في 20 يونيو 1448، وواجهت النرويج حينها خيارًا بين الاتحاد مع الدنمارك أو السويد، أو انتخاب ملك مستقل، سرعان ما رُفض الخيار الأخير، واندلع صراع على السلطة بين مؤيدي كريستيان الدنماركي وكارل السويدي، انقسم المجلس النرويجي، وفي فبراير 1449 أعلن جزء من المجلس تأييده لتنصيب كارل ملكًا، ولكن في 15 يونيو من العام نفسه قدّمت مجموعة أخرى من المستشارين ولاءها لكريستيان، إلا أن في 20 نوفمبر تُوّج كارل ملكًا على النرويج في تروندهايم.
ومع ذلك اتخذ النبلاء السويديون الآن خطوات لتجنب الحرب مع الدنمارك، وفي يونيو 1450 أجبر المجلس السويدي كارل على التنازل عن مطالبه بالنرويج لصالحه، وفي صيف عام 1450 أبحر كريستيان نحو النرويج بأسطول كبير، وتوج في 2 أغسطس ملكًا على النرويج في تروندهايم، وفي 29 أغسطس تم توقيع معاهدة اتحاد بين الدنمارك والنرويج في بيرغن، كانت النرويج في السابق ملكية وراثية، لكن الآن أصبح هذا أقل واقعية، حيث تم تجاوز المطالبات الوراثية في الخلافة الملكية الأخيرة لأسباب سياسية، وقد تم النص صراحة على أن تكون النرويج وكذلك الدنمارك ملكية انتخابية، ونصت المعاهدة على أن يكون للدنمارك والنرويج الملك نفسه، وأن يتم انتخابه من بين الأبناء الشرعيين للملك السابق إن وجد.
انخفضت شعبية كارل كنوتسون كملك للسويد ونُفي عام 1457، وبذلك حقق كريستيان هدفه بانتخابه ملكًا على السويد، فأعاد تأسيس اتحاد كالمار، بحيث حصل على السلطة من الوصيين السويديين المؤقتين رئيس الأساقفة يونس بينغتسون أوكسنستيرنا والسيد إريك أكسلسون توت، ومع ذلك نظرًا لتقلب السويد وانقسامها بين الفصائل (حيث كانت فوائد الاتحاد ضد الفوائد القومية)؛ انتهى حكمه هناك عام 1464 عندما نُصب كيتيل كارلسون فاسا أسقف لينشوبينغ وصيًا على العرش، وتم استدعاء قريبه كارل كنوتسون ليصبح ملك للسويد مرة أُخرى، على الرغم من أنه نُفيه لاحقًا، واستُدعي مرة أخرى أيضا وتوفي خلال فترة ولايته الثالثة كملك، انتهت محاولة كريستيان الأخيرة لاستعادة السويد بفشل عسكري تام في معركة برونكبيرغ (خارج ستوكهولم) في أكتوبر 1471 حيث هزمته قوات الوصي السويدي ستين ستور الأكبر، ومع ذلك حافظ كريستيان على أمل مطالبه بالمملكة السويدية حتى وفاته.

### دوق وكونت

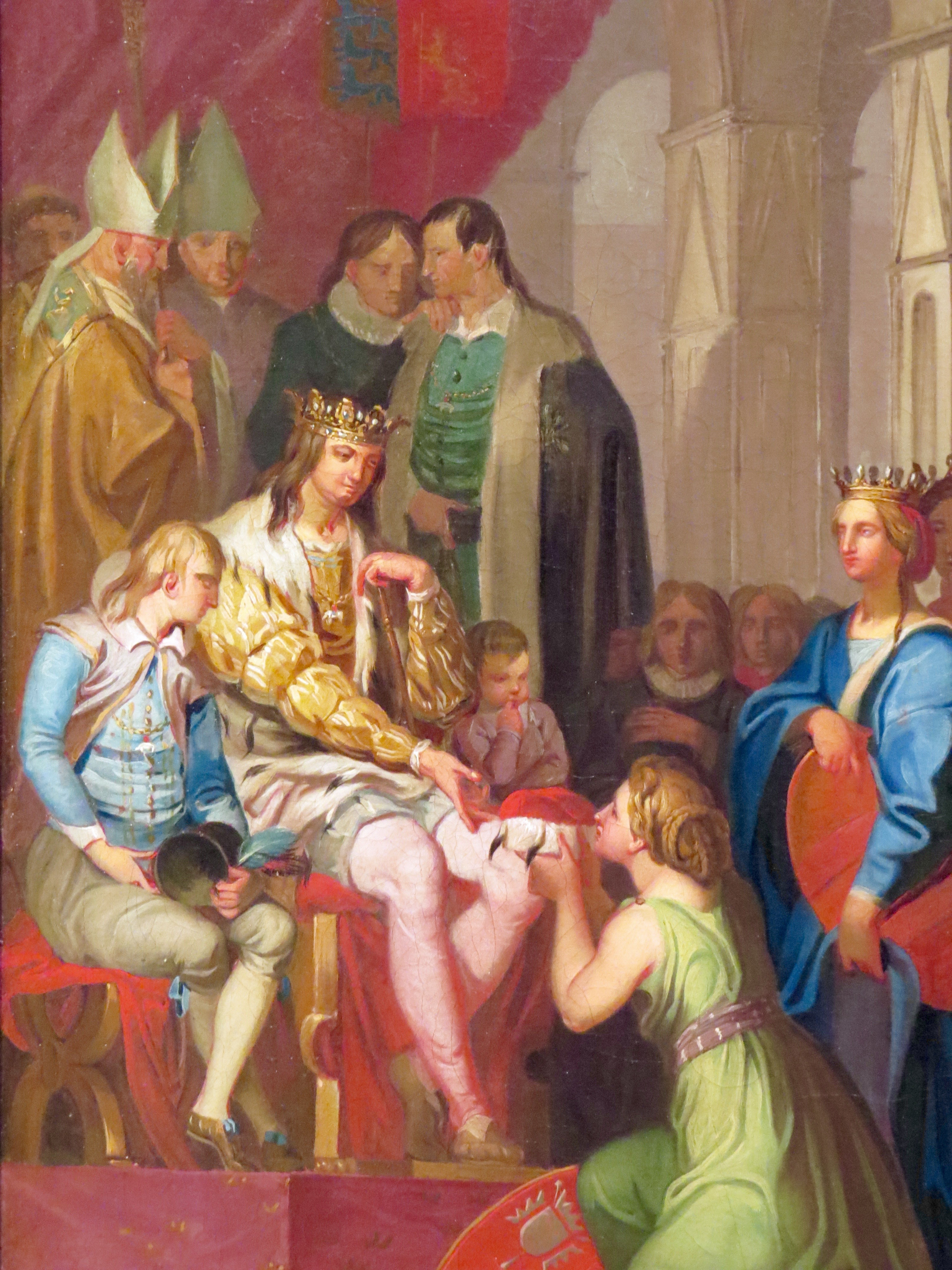
كريستيان الأول أثناء رفع هولشتاين إلى دوقية.

في عام 1460 أصبح الملك كريستيان أيضًا دوق شليسفيغ وهي إقطاعية دنماركية، وكونت هولشتاين-ريندسبورغ وهي إقطاعية تابعة ساكسونيا لاونبورغ داخل الإمبراطورية الرومانية المقدسة، ورث كريستيان هولشتاين-ريندسبورغ وشلسفيغ بعد فترة قصيرة من "فترة خلو العرش" باعتباره الابن البكر لشقيقة الدوق الراحل أدولف الثامن، دوق شلسفيغ الواقعة في جنوب يوتلاند، وكونت هولشتاين أمير عشيرة شاونبورغ الذي توفي في 4 ديسمبر 1459 دون ورثة، تم تأكيد خلافة كريستيان من قبل طبقات (النبلاء وممثلي) هذه الدوقيات في ريبه في 5 مارس 1460 (معاهدة ريبه)؛ وكان على الملك أن يدفع تعويضات عن هذا التوسع في المملكة، الذي فاق قدرته المالية، كانت غالبية الإقطاعيات التي تشكل ممتلكات كريستيان مملوكة لعدد قليل من العائلات النبيلة القوية التي لم تدفع الضرائب للملك، اضطر كريستيان إلى زيادة العبء الضريبي على الممالك، وكان عليه أن يرهن جزءًا من إقطاعياته لتمويل هذا، لذلك سرعان ما وجد نفسه في ديون لا مفر منها، ولكن الآن تدخلت زوجته دوروثيا، لقد بنت ثروة كبيرة بحيث رهنت مجوهراتها وبأموالها الخاصة اشترت الإقطاعيات مرة أخرى، ولكنها لم تعطيها للملك بل احتفظت بها لنفسها كعربون.
وفي عام 1474 رقي لورد لاونبورغ التابع لإمبراطور فريدرش الثالث كريستيان الأول من كونت هولشتاين إلى دوق هولشتاين، وبالتالي أصبح إقطاعي إمبراطوريً مباشرةً (انظر: الإمبراطورية الفورية).

### الحكم اللاحق

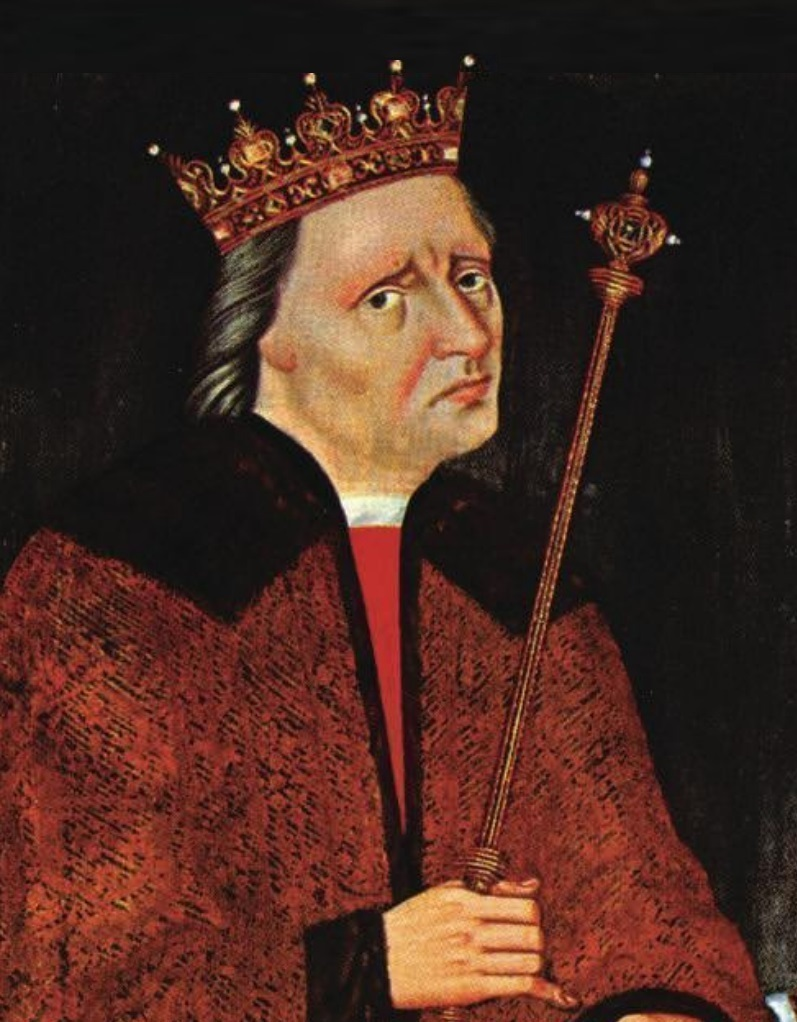

بلغت أراضيه الشخصية أقصى اتساع لها بين عامي 1460 و1464 قبل خسارة السويد، ومع ذلك سعت أجزاء كثيرة من مملكته إلى حكم ذاتي محليًا، وكانت هناك صراعات مستمرة، كانت الدنمارك أهم مركز نفوذ له.
في عام 1474 سافر كريستيان مرتين: في أبريل زار ميلانو (تُخلّد إقامته في لومبارديا بلوحات جدارية للفنان رومانينو في قلعة مالباغا)، وروما حيث التقى البابا سيكستوس الرابع، وفي خريف العام نفسه زار شارل دوق برغونية وأصبح وسيطاً بينه وبين الإمبراطور المستقبلي ماكسيميليان الأول، مكث في برغونية لعدة أشهر ثم انتقل نحو هولندا في أوائل عام 1475.
وبناءً على إذن من البابا سيكستوس الرابع في عام 1475 لإنشاء جامعة في الدنمارك، افتتح كريستيان جامعة كوبنهاغن في 1 يونيو 1479.

### الموت والدفن
توفي الملك كريستيان بقلعة كوبنهاغن في 21 مايو 1481 عن عمر يناهز 55 عامًا، دُفن في كنيسة ماغي بكاتدرائية روسكيله، وهي كنيسة بناها هو والملكة دوروثيا لتكون بمثابة مثواة عائلي لسلالته، تعتبر الكنيسة نفسها نصبًا تذكاريًا لهما.

## الذرية
| الاسم         | الولادة       | الوفاة         | الملاحظة                                     |
| ------------- | ------------- | -------------- | -------------------------------------------- |
| أولاف         | 1450          | 1451           |                                              |
| كنوت          | 1451          | 1455           |                                              |
| هانس الأول    | 2 فبراير 1455 | 20 فبراير 1513 | أصبح ملك الدنمارك والنرويج والسويد، له ذرية. |
| مارغريت       | 23 يونيو 1456 | 14 يوليو 1486  | تزوجت من جيمس الثالث ملك اسكتلندا، لهم ذرية. |
| فريدريك الأول | 7 أكتوبر 1471 | 10 أبريل 1533  | أصبح ملك الدنمارك والنرويج، له ذرية.         |

## إرث
تربعت سلالته التي أسسها آل أولدنبورغ على عرش الدنمارك بفروعها حتى أوائل 2024 من ناحية الذكورية، وكما تربعت على عرش النرويج حتى عام 1818، ثم عادت إليها من عام 1905، وكما تربعت على عرش السويد خلال عهده وعهد ابنه وحفيده، وكذلك بين عامي 1751 و1818، وفي حين تربعت على عروش الإمبراطورية الروسية في 1762 ثم بين عامي 1762 و1918، وأيضا مملكة اليونان حتى 1974 بفترة متقطعة، وإما الآن يتربع إحدى فروع سلالته البيولوجية على العرش المملكة المتحدة وأربعة عشر دولة من دول الكومنولث أيضا.